# Selaginella moritziana
Selaginella moritziana är en mosslummerväxtart som beskrevs av Antoine Frédéric Spring och Kl.. Selaginella moritziana ingår i släktet mosslumrar, och familjen mosslummerväxter. Utöver nominatformen finns också underarten S. m. elongata.